# François Carpantier
Pour les articles homonymes, voir Carpantier.
François Carpantier, né le 1er mai 1751 à Saumur (Maine-et-Loire), mort le 27 mai 1813 à Saumur (Maine-et-Loire), est un général français de la Révolution et de l’Empire.

## États de service
Il entre en service comme soldat dans le régiment d'Aquitaine le 16 février 1770, il est nommé sergent le 31 août 1773 et il est congédié le 16 février 1778. Ordonné prêtre, il devient vicaire du Coudray-Macouard puis curé constitutionnel d'Ambillou-Château (Maine-et-Loire). Il reprend du service en 1792 et obtient le grade d’adjudant général dans la garde nationale. Nommé chef de bataillon le 27 mars 1793, il fait les campagnes avec l’armée de l'Ouest et il participe à la reprise de la ville du Mans.
Il est promu général de brigade d’infanterie le 28 novembre 1793, et il contribue au gain de Dauendorf le 10 décembre 1793, il se signale au combat de Machecoul les 31 décembre et 1er janvier 1794, dans  lequel il bat l’armée de Charrette et s’empare du village. Suspendu le 10 mai 1794, sur une fausse dénonciation, il est réintégré le 25 août suivant. Il sert à l’armée des Alpes en l’an III et en l’an IV, puis à l’armée d’Italie de l’an V à l’an VIII sous les ordres de Championnet et Bonaparte.
Le 4 avril 1796, il est nommé commandant provisoire de la place de Mont-Dauphin, et le 16 octobre 1800, le premier consul le confirme dans cet emploi. Le 11 décembre 1803, il est fait membre de la Légion d’honneur et officier de cet ordre le 14 juin 1804. Il est admis à la retraite le 17 décembre 1809.
Il meurt le 27 mai 1813 à Saumur.

## Sources
- Thierry Pouliquen, « Les généraux français et étrangers ayant servis [sic] dans la Grande Armée » (consulté le 23 juin 2013)
- http://www.napoleon-series.org/research/frenchgenerals/c_frenchgenerals7.html
- A Liévyns, Fastes de la Légion d'honneur, biographie de tous les décorés, accompagnée de l'histoire législative et réglementaire de l'ordre, bureau de l'administration, janvier 1844, 531 p. (lire en ligne), p. 58.
- Victoires, conquêtes, désastres, revers et guerres civiles des français depuis les temps les plus reculés jusques et compris la bataille de Navarin de Charles Théodore Beauvais, éd 1828.
- Georges Six, Dictionnaire biographique des généraux & amiraux français de la Révolution et de l'Empire (1792-1814), Paris : Librairie G. Saffroy, 1934, 2 vol., p. 193